# Plastprisen
Plastprisen er en dansk hæderspris, der uddeles af brancheforeningen Plastindustrien i Danmark. 
Plastprisen blev indstiftet ved brancheforeningens 40 års jubilæum i 1987, og den uddeles hvert år til en person, institution eller virksomhed, der har ydet en bemærkelsesværdig indsats for plast og plastbranchen.
Overrækkelsen af prisen foregår hvert år på plastdagen. Med prisen følger en skulptur i akryl af kunstneren Markan Christensen samt en check på 25.000 kroner. 
Den første pris blev uddelt til Godtfred Kirk Christiansen, LEGO.
I år 2013 blev Plastprisen uddelt til Ole Jungshoved, der er adm. direktør i Nortec-Cannon A/S.